# بیماری انگلی
بیماری‌های انگلی (به انگلیسی: parasitic disease) به مجموعه بیماری‌های عفونی گفته می‌شود که توسط انگل ایجاد یا منتقل می‌شوند.
بیماری‌های انگلی می‌توانند عملاً بر روی تمام موجودات زنده از جمله گیاهان و پستانداران تأثیرگذار باشند. مطالعه بیماری‌های انگلی، انگل‌شناسی نامیده می‌شود.

## انگل شناسی پزشکی
هرچند جانداران تک سلولی مانند باکتری نیز می‌توانند انگل محسوب شوند ولی اصطلاح بیماری‌های انگلی به بیماری‌های ناشی از انگلهای پرسلولی مانند کرمها (نظیر آسکاریس) ، قارچها مانند مالاسزیافورفور ، حشراتی مانند شپش و تک یاخته‌ها مانند پروتوزوآ و مالاریا گفته می‌شود. انگل‌شناسی پزشکی شاخه‌ای از انگل‌شناسی است که این بیماری‌ها را در انسان بررسی می‌کند. بسیاری از بیماری‌های انگلی می‌توانند بین انسان و سایر جانداران مشترک باشند مانند کرم کدو.به این دسته از بیماری‌ها زئونوز می‌گویند یعنی بیماری مشترک بین انسان و حیوان. بیماری‌های انگلی از شایعترین و قدیمیترین بیماری‌ها هستند.